# Chiang Mai (provincie)
Chiang Mai  is een Thaise provincie in het noorden van Thailand. In december 2014 had de provincie 1.646.144 inwoners, het is daarmee de vijfde provincie qua bevolking in Thailand. Met een oppervlakte van 20.107 km² is het de tweede provincie qua omvang in Thailand. De bevolkingsdichtheid is 82/km² ofwel de 55e provincie. De provincie ligt op ongeveer 696 kilometer van Bangkok. Chiang Mai grenst aan Myanmar, Chiang Rai, Lampang, Lamphun, Tak, Mae Hong Son. Chiang Mai ligt niet aan zee.

## Geografie
De Doi Inthanon, met 2565 meter de hoogste berg van Thailand, ligt in deze provincie.

## Provinciale symbolen
|  | Het provinciale zegel toont een witte olifant (een koninklijk symbool in Thailand) in een glazen paviljoen. De provinciale vlag is blauw met het provinciale zegel in het midden van de vlag. De provinciale boom/bloem is de Butea monosperma (Thai: ทองกวาว thongkwaaw). De bloemen hiervan zijn fel oranje-rood. |

## Bezienswaardigheden
- Chiang Mai (stad) met o.a. Wat Phrathat Doi Suthep, Wat Chedi Luang, Wat Chiang Man en Wat Phra Singh
- Chiang Dao met zijn grotten en olifantenkamp
- Chom Thong met Wat Phra That Sri Chomthong
- Doi Inthanon Nationaal Park met de berg Doi Inthanon
- Doi Saket met een botanische tuin en Wat Doi Saket (bijzondere moderne muurschilderingen)
- Mae Rim met Wat Pa Dara Phirom en de Mae Sa-vallei (olifantenkamp, Botanische tuin Koningin Sirikit)
- San Kamphaeng (kunstenaars) en Bo Sang (parasols, parasolfestival in januari)

## Politiek

### Bestuurlijke indeling
De provincie is onderverdeeld in 25 districten (Amphoe) namelijk:
| Amphoe \| 1. Chiang Mai 2. Chom Thong 3. Mae Chaem 4. Chiang Dao 5. Doi Saket 6. Mae Taeng 7. Mae Rim 8. Samoeng 9. Fang 10. Mae Ai 11. Phrao 12. San Patong 13. San Kamphaeng \| 14. San Sai 15. Hang Dong 16. Hot 17. Doi Tao 18. Omkoi 19. Saraphi 20. Wiang Haeng 21. Chai Prakan 22. Mae Wang 23. Mae On 24. Doi Lo 25. Kalayaniwattana \| | |
| 1. Chiang Mai 2. Chom Thong 3. Mae Chaem 4. Chiang Dao 5. Doi Saket 6. Mae Taeng 7. Mae Rim 8. Samoeng 9. Fang 10. Mae Ai 11. Phrao 12. San Patong 13. San Kamphaeng | 14. San Sai 15. Hang Dong 16. Hot 17. Doi Tao 18. Omkoi 19. Saraphi 20. Wiang Haeng 21. Chai Prakan 22. Mae Wang 23. Mae On 24. Doi Lo 25. Kalayaniwattana |

Sinds de jaren 1990 bestaat er een gekozen lokaal bestuur. Voor de provincie bestaat dit uit:
- 1 Ongkan Borihan suan Changwat (Provincial Administration Organization – PAO)
- 1 Thesaban Nakhon (Grote stadsraad)
- 4 Thesaban Mueang (Stadsraden)
  - Nakhon Ping (Stad Chiang Mai Noord)
  - Sriwijava (Stad Chiang Mai West)
  - Mengrai (Stad Chiang Mai Zuid)
  - Kawilla (Stad Chiang Mai Oost)
- 100 Thesaban Tambon (Gemeenteraden)
- 105 Ongkan Borihan suan Tambon (Subdistrict Administration Organization – SAO) voor de landelijke gemeenten.[6]

## Klimaat
De gemiddelde jaartemperatuur is 25 graden, met temperaturen variërend tussen 10 en 40 graden. Gemiddeld valt er 1220 mm regen per jaar.

## Verkeer en vervoer
Bij Chiang Mai is de Internationale Luchthaven Chiang Mai.

## Prestatie-index
United Nations Development Programme (UNDP) in Thailand heeft sinds 2003 voor subnationaal niveau een Index van de menselijke prestatie (Human Achievement Index – HAI) gepubliceerd op basis van acht belangrijke gebieden van de menselijke ontwikkeling. Provincie Chiang Mai neemt met een HAI-waarde van 0,6493 de 17e plaats in op de ranglijst. Tussen de waarden 0,6342 en 0,6516 is dit "wat hoog".
| Hoofdgroep                    | Aantal graadmeters | Ranglijst |
| ----------------------------- | ------------------ | --------- |
| Volksgezondheid               | 7                  | 43e       |
| Onderwijs                     | 4                  | 5e        |
| Werkomstandigheden            | 4                  | 38e       |
| Huishoudelijk inkomen         | 4                  | 23e       |
| Huisvesting en leefomgeving   | 5                  | 31e       |
| Familie- en gemeenschapsleven | 6                  | 56e       |
| Transport en communicatie     | 6                  | 29e       |
| Deelname aan politiek, enz.   | 4                  | 17e       |

## Galerij

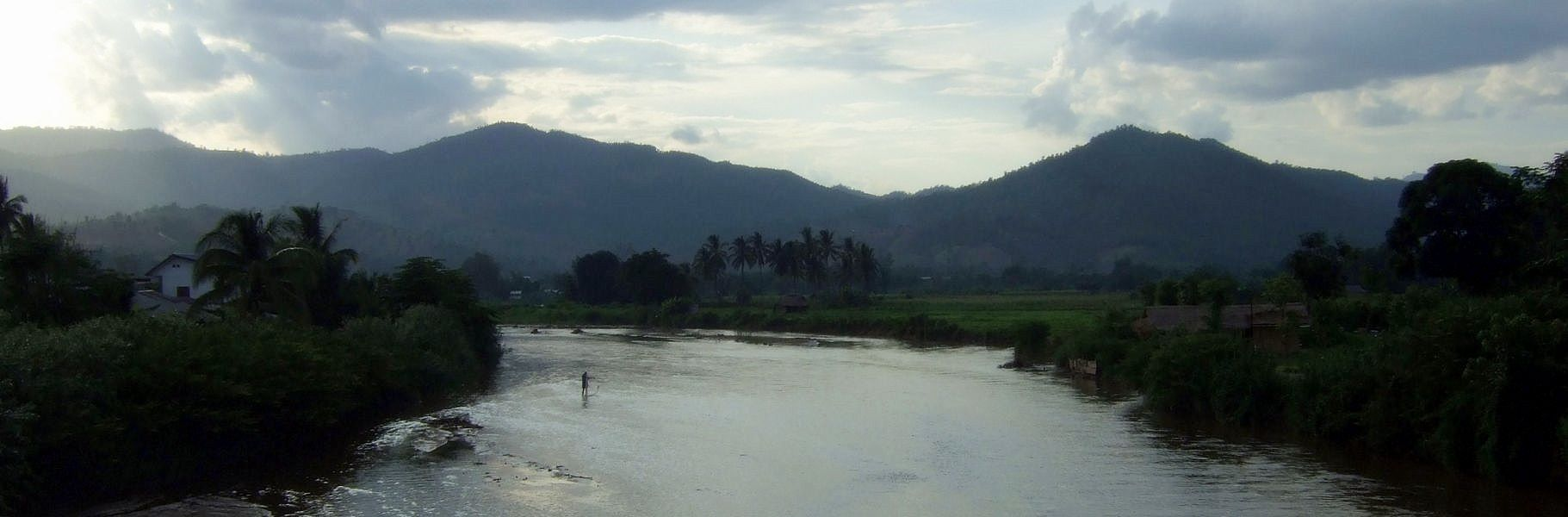
De rivier de Mae Chaem in Amphoe Mae Chaem, aan de westflank van Doi Inthanon. Deze komt bij de grens tussen Amphoe Chom Thong en Amphoe Hot uit in de rivier de Ping.
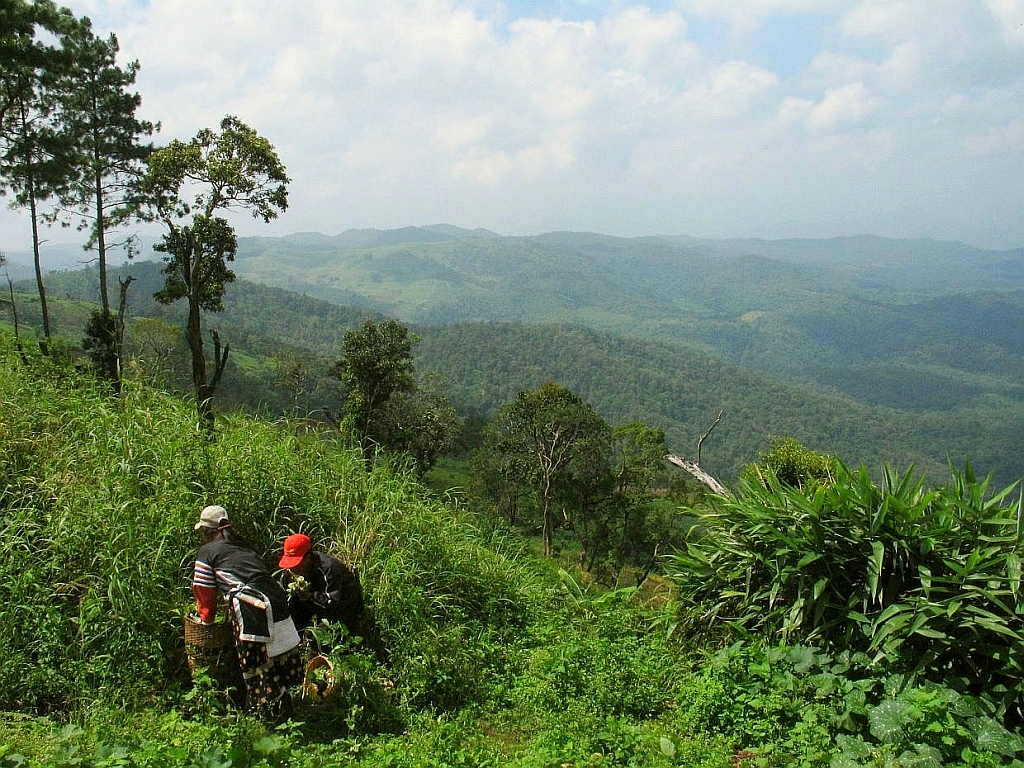
Lahu dorpelingen in de bergen van Amphoe Omkoi.